# Damian Green
Damian Green (Barry, 17 gennaio 1956) è un politico britannico, membro del partito conservatore e membro del parlamento britannico dal 1997 al 2024, ed è stato Primo Segretario di Stato, ministro dell'ufficio di gabinetto, dell'immigrazione, della polizia e del lavoro.